# ملكة جمال الولايات المتحدة الأمريكية 2006
ملكة جمال الولايات المتحدة الأمريكية 2006 (بالإنجليزية: Miss USA 2006)‏ هي مسابقة ملكة جمال الولايات المتحدة الأمريكية الخامسة والخمسين في تاريخ مسابقة ملكة جمال الولايات المتحدة الأمريكية، منذ انطلاقتها عام 1952، عقدت مسابقة في ملعب رويال فارمز في بالتيمور ، ماريلاند في 21 أبريل 2006. تنافس واحد وخمسون من حملة ألقاب جمال للولايات المتحدة الأمريكية، في نهاية هذا الحدث تويجت تارا كونر من ولاية كنتاكي، بمسابقة ملكة جمال الولايات المتحدة الأمريكية 2006 من قبل حاملة اللقب ملكة جمال الولايات المتحدة الأمريكية السابقة تشيلسي كولي من ملكة جمال السابقة من ولاية كارولينا الشمالية.

## النتائج

### المراكز النهائية
| النتائج النهائية                          | المتنافسة |
| ----------------------------------------- | --- |
| ملكة جمال الولايات المتحدة الأمريكية 2006 | - كنتاكي - تارا كانر |
| الوصيفة الأولى                            | - كاليفورنيا - تاميكو ناش |
| الوصيفة الثانية                           | - جورجيا - ليزا ويلسون |

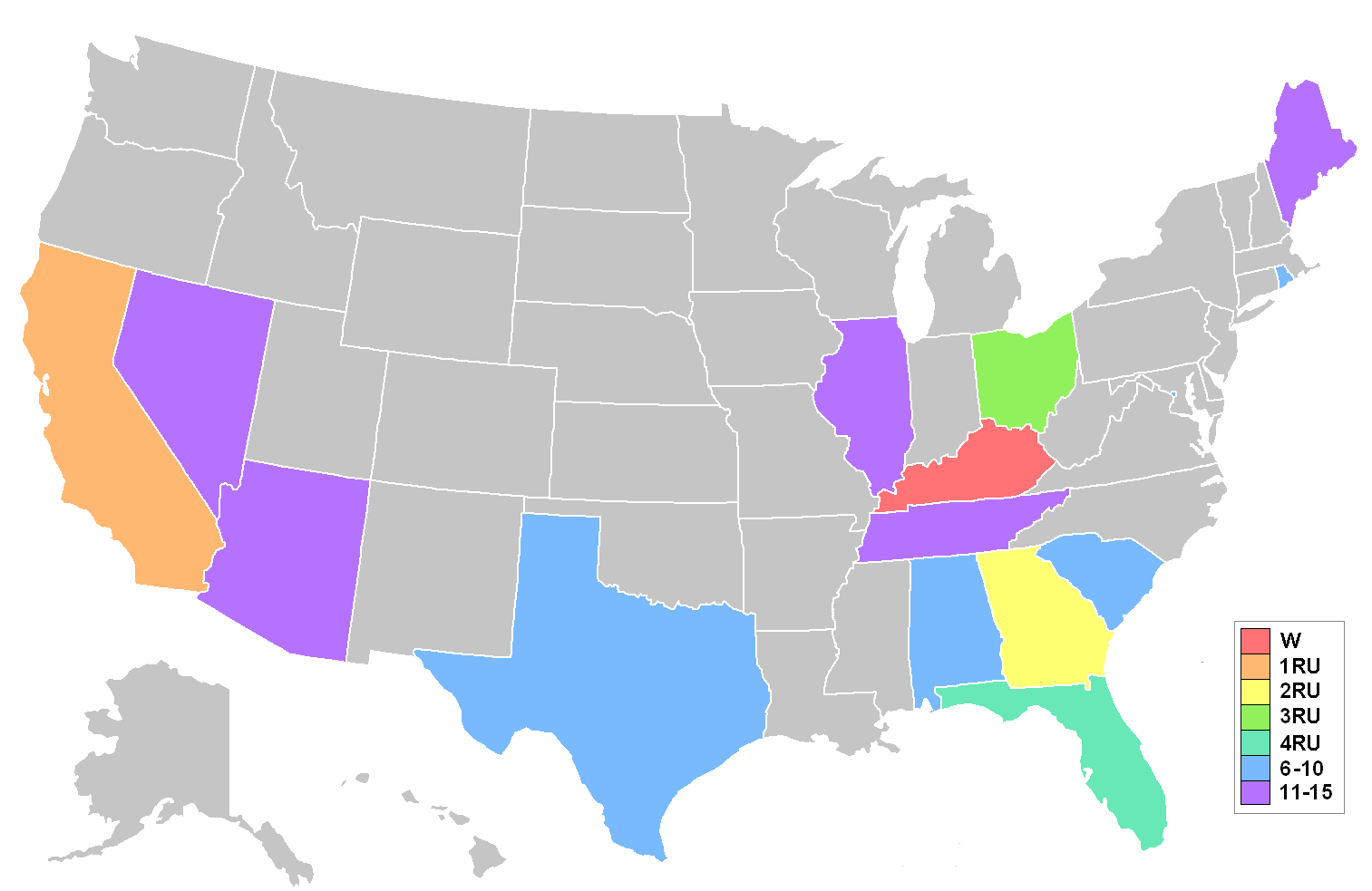
خريطة توضح المراكز حسب الولاية

| الوصيفة الثالثة                           | - أوهايو - ستايسي أوفنبرغر |
| الوصيفة الرابعة                           | - فلوريدا - كريستين دورين |
| أفضل 10                                   | - ألاباما - هالي ستيدهام - مقاطعة كولومبيا - كانديس ألين - رود آيلاند - لين تينجلي - كارولاينا الجنوبية - لاسي ليبراند - تكساس - لورين لانينج |
| أفضل 15                                   | - أريزونا - برينا ساكاس - إلينوي - كاترين ارين - مين - كيت ستيرنز - نيفادا - لورين سيفرز - تينيسي - لورين غريسوم                              |

### جوائز خاصة
| جائزة              | متنافسة                   |
| ------------------ | ------------------------- |
| ملكة جمال اللطافة  | - مينيسوتا - دوتي كانون   |
| ملكة جمال الجاذبية | - فلوريدا - كريستين دورين |

## المتسابقات
مندوبو ملكة جمال الولايات المتحدة الأمريكية 2006 هم:
- ألاباما  - هالي ستيدهام
- ألاسكا  - نويل ماير[2]
- أريزونا  - برينا ساكاس
- أركنساس  - كيمبرلي فورسيث
- كاليفورنيا - تاميكو ناش[3]
- كولورادو - جاكلين ماديرا
- كونيتيكت - جينين فيليبس
- ديلاوير - آشلي جرينويل
- مقاطعة كولومبيا - كانديس ألين
- فلوريدا - كريستين دورين[4]
- جورجيا - ليزا ويلسون
- هاواي - راداشا هووهولي
- أيداهو - أليسون سوان
- إلينوي - كاثرين وارين
- إنديانا - بريدجيت بوبل
- آيوا - سارة كوربستين
- كانساس - أشلي أول
- كنتاكي - تارا كونر
- لويزيانا - كريستينا كوينكا
- مين - كاتي ستيرنز[5]
- ميريلاند - ميليسا ديجوليان
- ماساتشوستس - تيفاني كيلي[6]
- ميشيغان - دانيل غاي[7]
- مينيسوتا - دوتي كانون.[8]
- ميسيسيبي - كندرا كينغ
- ميزوري - كريستي كابيل
- مونتانا - جيل ماكلين
- نبراسكا - إميلي بويشل[9]
- نيفادا - لورين سايفر[10]
- نيو هامبشاير - كريستال باري
- نيو جيرسي - جيسيكا بوينجتون
- نيو مكسيكو - أوناوا لاسي.[11]
- نيويورك - أدريانا دياز
- كارولاينا الشمالية - سامانثا هولفي
- داكوتا الشمالية - كيمبرلي كروجر
- أوهايو - ستايسي أوفنبيرجر
- أوكلاهوما - روبين واتكينز.
- أوريغون - أليسون ماتشادو
- بنسلفانيا - تانيا ليمان
- رود آيلاند - لين تينغلي
- كارولاينا الجنوبية - لاسي ليبراند
- داكوتا الجنوبية - أليكسيس ليفان
- تينيسي - لورين غريسوم.
- تكساس - لورين لانينغ
- يوتا - سوبين هون
- فيرمونت - أماندا غيلمان
- فرجينيا - أمبر كوبلي.
- واشنطن - تيفاني دورن
- فرجينيا الغربية - جيسيكا ويدج
- ويسكونسن - آنا بيسيتيلو.
- وايومنغ - كريستين جورج

## روابط خارجية
- موقع ملكة جمال الولايات المتحدة الأمريكية الرسمي